# Бужумбура Рурал
Бужумбура Рурал е една от 18-те провинции на Бурунди. Обгражда бившата столица, град Бужумбура.
Провинция Бужумбура Рурал е създадена в резултат на разделянето на провинция Бужумбура на Бужумбура Мери и Бужумбура Рурал.

## Общини
Провинция Бужумбура Рурал включва девет общини:
- община Исале
- община Кабези
- община Канйоша
- община Мубимби
- община Мугонгоманга
- община Мукике
- община Мутамбу
- община Мутимбузи
- община Нябираба